# 寺地町停留場
寺地町停留場（てらぢちょうていりゅうじょう）は、大阪府堺市堺区にある阪堺電気軌道阪堺線の停留場。駅番号はHN24。

## 歴史
- 1912年（明治45年） 3月5日：阪堺電気軌道により開業。
- 1915年（大正4年）6月21日：南海鉄道との合併により、同鉄道の駅となる。
- 1944年（昭和19年）6月1日：会社合併により近畿日本鉄道の駅となる。
- 1947年（昭和22年）6月1日：路線譲渡により南海電気鉄道の駅となる。
- 1980年（昭和55年）12月1日：路線譲渡により阪堺電気軌道の駅となる[1]。

## 停留場構造
大道筋中央部に立地し、単式ホーム2面が交差点を挟んで互い違いに配置（千鳥式配置）されている。浜寺駅前方面のりばが寺地町東1丁に、恵美須町方面のりばが少林寺町東1丁に位置する。

## 停留場周辺
- 少林寺
- 善宗寺
- 引接寺（碑のみ）
- 大阪ベイプラザホテル（旧ホテルサンルート堺）
- 堺市立英彰小学校
- 堺市立少林寺小学校
- 旧丹治商会

## バス
- 南海バス「寺地町」停留所 - 南循環線（21系統）

## 隣の停留場
阪堺電気軌道
■阪堺線
宿院停留場 (HN23) - 寺地町停留場 (HN24) - 御陵前停留場 (HN25)
- （）内は駅番号を示す。